# (465) Alekto
(465) Alekto ist ein Asteroid des Hauptgürtels, der am 13. Januar 1901 vom deutschen Astronomen Max Wolf in Heidelberg entdeckt wurde.
Benannt ist der Asteroid nach Alekto, einer der Erinyen aus der griechischen Mythologie.